# Ausonia Montes
Ausonia Montes és una estructura geològica del tipus mons a la superfície de Mart, situada amb el sistema de coordenades planetocèntriques a -23.14 ° de latitud N i 102.07 ° de longitud E. Fa 333.13 km de diàmetre. El nom va ser fet oficial per la UAI el 1991 i pren el nom d'una característica d'albedo.